# Мангуста крабояд
Мангустата крабояд (Herpestes urva) е вид хищник от семейство Мангустови (Herpestidae). Възникнал е преди около 0,13 млн. години по времето на периода кватернер. Видът не е застрашен от изчезване.

## Разпространение и местообитание
Разпространен е в Бангладеш, Виетнам, Индия, Камбоджа, Китай, Лаос, Малайзия, Мианмар, Непал, Провинции в КНР, Тайван и Тайланд.
Обитава градски и гористи местности, планини, възвишения, хълмове, поляни, храсталаци и плантации в райони със субтропичен климат, при средна месечна температура около 19,5 градуса.

## Описание
На дължина достигат до 50,6 cm, а теглото им е около 2,4 kg.
Продължителността им на живот е около 13,3 години. Популацията на вида е стабилна.